# Bạo loạn nhà tù Acarigua
Một nhóm tù nhân đã tham gia vào một cuộc bạo loạn trong nhà tù vào ngày 24 tháng 5 năm 2019 trong phòng giam của đồn cảnh sát ở Acarigua, bang Portuguesa, Venezuela. Vụ bạo loạn được cho là bắt đầu khi tù nhân Wilfredo Ramos bị giết sau mười ngày biểu tình phản đối việc từ chối các chuyến thăm của người thân.

## Bạo hành
Theo BBC, báo tin tức của Venezuela El Pitazo đã đưa tin rằng vụ việc bắt đầu vào ngày 14 tháng 5. Bạo lực leo thang vào ngày 23 tháng 5, với các tù nhân bắt giữ con tin từ các vị khách đến trung tâm và một số quân đội vào nhà tù. Một quan chức bang Portuguesa gọi đó là một nỗ lực trốn thoát, nói rằng các tù nhân đã cố gắng trốn thoát qua một cái lỗ trên tường nhưng bắt đầu nổ súng. Efecto Cocuyo báo cáo rằng Wilfredo Ramos Ferrer được biết đến như là thủ lĩnh của các tù nhân ("pran"), và bạo lực bắt đầu khi anh ta bị bắn bởi các viên chức nhà tù trong các cuộc biểu tình tại nhà tù đang diễn ra tại PoliPáez.
Panorama loan tin rằng các tù nhân bắt đầu nổi loạn lúc 5:50 sáng. Efecto Cocuyo nói rằng bạo lực bắt đầu vào ngày 23 tháng 5 và kết thúc lúc 10:00 sáng ngày 24 tháng 5, với các tù nhân đầu hàng. v. Người ta tin rằng nhóm tù nhân đã được vũ trang.
Theo Panorama, tin tức địa phương đầu tiên là vào đầu giờ sáng khi cư dân Acarigua và Araure nghe tin một tù nhân đã chết, sau đó là "sáu giờ nổ liên tục" suốt buổi sáng; Nhà báo Venezuela Mariángel Moro, có trụ sở tại khu vực, gọi đó là "buổi sáng khủng bố". Moro xác nhận rằng đã có những cuộc bạo loạn ở PoliPáez trong hơn một tuần, và thêm rằng nó có thể xuất phát từ những người bảo vệ thường từ chối các thành viên gia đình cố gắng đến thăm, một quyền hợp pháp, cùng với việc từ chối các yêu cầu khác của tù nhân, như vật liệu xây dựng để bơi lội hồ bơi.
Cảnh sát địa phương, cũng như những người lính của Vệ binh và một đơn vị nhà tù đặc biệt, đã nhanh chóng tham gia cảnh, giúp cai ngục dẹp cuộc nổi dậy. Cũng như các đợt nổ súng, đã có báo cáo rằng một vụ nổ đã được nghe thấy; sau đó đã được chính quyền thông báo rằng ba thiết bị nổ đã được sử dụng, được báo cáo bởi hai tổ chức phi chính phủ Una Ventana a la Libertad (Một cửa sổ cho Tự do), với một số lính canh bị thương bởi họ.